# Antonio Jurčev
Antonio Jurčev hrvatski je publicist.

## Životopis
Rođen je i odrastao u Zagrebu. Završio je Građevinski fakultet u Zagrebu, a pedagoško-psihološku izobrazbu i zvanje učitelja tehničke kulture i informatike stekao je na Učiteljskom fakultetu. Od 2005. godine osnovnoškolski je ravnatelj. Predmet istraživanja mu je zavičajna zagrebačka povijest.

## Djela
- Monografija Osnovne škole Antuna Gustava Matoša Zagreb : 1933.-2013. (2013.)[1]
- Od Željezničke kolonije do Ravnica (2017.)[2][3][4]
- Park Maksimir : zeleni dragulj Zagreba (2021.)[5][6]

## Vanjske poveznice
Mrežna mjesta
- Željezničari s Borongaja: Život u najljepšem naselju zagrebačke periferije: "Imali smo prvo golf igralište 1931., Davis cup...", www.jutarnji.hr
- Kako je Dinamo dobio stadion na Maksimiru, ulomci iz monografije Od Željezničke kolonije do Ravnica, www.nacional.hr
- Park je dobio ime po gostionici, a pun je bunkera i grobova..., www.24sata.hr, 17. rujna 2017.